# John Mahon
Pour les articles homonymes, voir Mahon.
John Mahon (Oxford, vraisemblablement autour de 1749 - Dublin, janvier 1834) est un clarinettiste anglais, frère du violoniste William Mahon. Il est l'un des premiers clarinettistes connus du Royaume-Uni.
Mahon naît dans une famille de musiciens d'orchestre et de chanteurs d'opéra. La première apparition publique connue de Mahon est en 1772, lorsqu'il exécute un concerto pour clarinette et orchestre de sa composition au Holywell Music Room. En 1773, il fait ses débuts à Londres et, en 1777, s'y installe avec son frère. Dans la capitale britannique, Mahon joue des concertos à Covent Garden et dans d'autres salles de concert. De 1770 aux années 1820 il se produit régulièrement dans des festivals de musique, notamment à Birmingham et dans d'autres villes. Il participe souvent à des concerts avec des chanteurs d'opéra, parmi eux, Elizabeth Billington, Angelica Catalani, ainsi que sa sœur, Sarah. John Mahon est également actif en tant que violoniste, à ce titre, il a participé au festival du centenaire de Georg Friedrich Haendel en 1784. En 1783, il devient membre de la Royal Society of Musicians. Il quitte la scène en 1825 et passe les dernières années de sa vie à Dublin.

## Sources
- P. Weston, Clarinet Virtuosi of the Past, London, 1971, 2e éd. 1976
- P. Weston, More Clarinet Virtuosi of the Past, London, 1977